# Dick Richards (Regisseur)
Dick Richards, auch R. M. Richards, (* 1936 in New York City, New York als Richard Richards) ist ein US-amerikanischer Filmregisseur, Filmproduzent und Drehbuchautor.
Nachdem er als Fotograf (unter anderem für das Life Magazine) gearbeitet hatte, begann Richards seine Filmkarriere als Regisseur von Werbespots. Seine Filmkarriere begann 1972 mit dem Western Greenhorn, für den er das Drehbuch schrieb und Regie führte. Im Jahre 1975 folgte die Regie bei Fahr zur Hölle, Liebling nach dem Roman von Raymond Chandler mit Robert Mitchum in der Haupt- und Sylvester Stallone in einer kleinen Nebenrolle.
Weitere Regiearbeiten waren Marschier oder stirb (1977) mit Gene Hackman und Terence Hill, Herzen in Aufruhr mit Martin Sheen (1983) und Heat mit Burt Reynolds (1986). 
Nachdem er auf das Skript für Tootsie gestoßen war, sollte er ursprünglich auch die Regie übernehmen; nach Schwierigkeiten mit dem Drehbuch beschränkte er sich auf die Produktion (neben Regisseur Sydney Pollack), was ihm 1983 eine Oscar-Nominierung in der Kategorie Bester Film einbrachte. Zudem wurden die beiden für den BAFTA Film Award nominiert.

## Filmographie
- 1972: Greenhorn (The Culpepper Cattle Co.) (& Drehbuch)
- 1975: Rafferty und die wilden Mädchen (Rafferty and the Gold Dust Twins)
- 1975: Fahr zur Hölle, Liebling (Farewell, My Lovely)
- 1977: Marschier oder stirb (March or Die) (& Produktion, Drehbuch)
- 1981: Death Valley
- 1983: Herzen in Aufruhr (Man, Woman and Child)
- 1986: Heat